# Hugo Ekitike
Hugo Ekitike (Reims, 20 juni 2002) is een Frans-Kameroens voetballer die doorgaans speelt als vleugelspeler. In juli 2025 verruilde hij Eintracht Frankfurt voor Liverpool.

## Clubcarrière
Ekitike speelde vanaf zijn vijfde in de jeugd van MJEP Cormontreuil en kwam in 2013 terecht in de opleiding van Stade de Reims. Hier tekende hij in de zomer van 2020 zijn eerste professionele contract, tot medio 2023. Zijn debuut in de hoofdmacht maakte Ekitike op 17 oktober 2020. Op die dag kwam Reims in de Ligue 1 op voorsprong tegen FC Lorient door een treffer van Moreto Cassamá. Door doelpunten van Pierre-Yves Hamel, Yoane Wissa en Terem Moffi won Lorient daarna met 1–3. Ekitike moest van coach David Guion op de reservebank beginnen en hij mocht tien minuten voor rust invallen voor Dereck Kutesa.
In januari 2021 werd Ekitike voor een half seizoen verhuurd aan Vejle BK. Hier kwam hij op 22 april voor het eerst tot scoren als profvoetballer, toen hij tegen AC Horsens in de Superligaen de score opende. Lukas Engel verdubbelde daarop de voorsprong, waarna Ekitike de uitslag besliste op 3–0 door de bal voor de tweede keer achter doelman Matej Delač te schieten.
In de zomer van 2022 verkaste Ekitike op huurbasis naar Paris Saint-Germain, dat tevens een verplichte optie tot koop verkreeg op de aanvaller. Na zijn definitieve komst speelde hij tot aan de winterstop exact één officiële wedstrijd en werd hij veelvuldig buiten de wedstrijdselectie gehouden. Hierop werd hij in de winterstop voor een half seizoen verhuurd aan Eintracht Frankfurt, dat tevens een optie tot koop verkreeg. Deze optie werd gelicht, waardoor Ekitike voor circa zestienenhalf miljoen euro naar Frankfurt verkaste en daar een contract voor vijf jaar tekende.
De jaargang 2024/25 werd voor Ekitike de meest productieve uit zijn carrière tot dan toe. In de Bundesliga kwam hij tot vijftien doelpunten, terwijl hij in de DFB-Pokal en UEFA Europa League tot respectievelijk drie en vier treffers kwam. Met deze cijfers overtuigde hij Liverpool om hem over te nemen. De regerend kampioen van Engeland betaalde circa vijfennegentig miljoen euro voor zijn overgang. Hiermee werd hij na Florian Wirtz de duurste aankoop uit de clubgeschiedenis.

## Clubstatistieken
| Seizoen | Club                  | Competitie  | Competitie | Competitie | Beker | Beker | Internationaal | Internationaal | Totaal | Totaal |
| Seizoen | Club                  | Competitie  | Wed.       | Dlp.       | Wed.  | Dlp.  | Wed.           | Dlp.           | Wed.   | Dlp.   |
| ------- | --------------------- | ----------- | ---------- | ---------- | ----- | ----- | -------------- | -------------- | ------ | ------ |
| 2020/21 | Stade de Reims        | Ligue 1     | 2          | 0          | 0     | 0     | —              | —              | 2      | 0      |
| 2020/21 | → Vejle BK            | Superligaen | 11         | 3          | 0     | 0     | —              | —              | 11     | 3      |
| 2021/22 | Stade de Reims        | Ligue 1     | 24         | 10         | 2     | 1     | —              | —              | 26     | 11     |
| 2022/23 | → Paris Saint-Germain | Ligue 1     | 25         | 3          | 3     | 1     | 4              | 0              | 32     | 4      |
| 2023/24 | Paris Saint-Germain   | Ligue 1     | 1          | 0          | 0     | 0     | 0              | 0              | 1      | 0      |
| 2023/24 | → Eintracht Frankfurt | Bundesliga  | 14         | 4          | 0     | 0     | 2              | 0              | 16     | 4      |
| 2024/25 | Eintracht Frankfurt   | Bundesliga  | 33         | 15         | 3     | 3     | 12             | 4              | 48     | 22     |
| Totaal  | Totaal                | Totaal      | 110        | 35         | 8     | 5     | 18             | 4              | 136    | 44     |

Bijgewerkt op 24 juli 2025.

## Erelijst
| Ligue 1 | 1 | 2022/23 |